# 387-ма піхотна дивізія (Третій Рейх)
387-ма піхотна дивізія (Третій Рейх) (нім. 387. Infanterie-Division) — піхотна дивізія Вермахту, що входила до складу німецьких сухопутних військ у роки Другої світової війни.

## Історія з'єднання
387-ма піхотна дивізія вермахту була сформована 1 лютого 1942 року на військовому полігоні Доллершейм біля Алленштайга в Нижній Австрії як одна з п'яти так званих «дивізій Рейнгольда» 18-ї хвилі мобілізації німецьких військ. Комплектування дивізії, яку очолив генерал-лейтенант Арно Яр, здійснювалося за рахунок резервістів з V, VII і XVIII військових округів. Дивізія номінально входила у зону відповідальності VII військового округу. Основою з'єднання були три піхотні полки, по одному зі Штутгарта, Мюнхена та Зальцбурга.
Незабаром після завершення формування 387-ма дивізія була передислокована на Східний фронт, невдовзі брала участь у боях на південному фланзі Східного фронту у складі 2-ї армії групи армій «Південь». З квітня по червень 1942 року, до початку операції «Блау», вона діяла в районі Курська. Потім дивізія билася у Воронезькій битві. Приєднана до 2-ї угорської армії, вона брала участь у боях у закруті Дону, коли Червона армія розпочала операцію «Уран» і наступні операції з вигнання німецьких окупантів. За період з грудня 1942 по січень 1943 року в боях проти наступаючих радянських військ дивізія зазнала значних втрат і була майже повністю знищена в ар'єргардних боях у районі Розсоші, Нової Калитви, Михайлівки та Куликівки. 20 січня 1943 року командир дивізії Арно Яр застрелився.
У березні 1943 року потрощену дивізію зняли з лінії фронту, зосередили під Кременчуком, до її складу передали вцілілі підрозділи 298-ї і 385-ї піхотних дивізій. Дивізію було вдруге переформовано. Ебергард фон Шукманн, колишній командир 385-ї піхотної дивізії, тимчасово очолив 387-му дивізію. У липні 1943 року, після доукомплектування та проведення відновлення боєздатності, дивізію повернули на Східний фронт, щоб протистояти радянській армії на Донці. У серпні-вересні 1943 року вела оборонні бої проти радянських військ на південь від Харкова, а наприкінці року брала участь у Нікопольсько-Криворізькій наступальній операції. У лютому 1944 року вона була знову виведена через високі втрати і зведена до бойової групи. Наступного місяця рештки дивізії передали до 258-ї піхотної дивізії.

## Райони бойових дій
- Німеччина, Австрія (лютий — травень 1942);
- Східний фронт (південний напрямок) (травень 1942 — березень 1944).

## Командування

### Командири
- генерал-лейтенант Арно Яр (1 лютого 1942 — 20 січня 1943), застрелився;
- оберст Курт Герок (нім. Kurt Gerok) (21 січня — 15 лютого 1943);
- оберст Ебергард фон Шукманн (нім. Eberhard von Schuckmann) (15 лютого — 6 травня 1943);
- генерал-майор Ервін Менні (6 травня — 10 липня 1943);
- генерал-майор Ебергард фон Шукманн (10 липня — 13 жовтня 1943);
- оберст Вернер фон Айхштедт (нім. Werner von Eichstädt) (13 жовтня — 24 грудня 1943);
- генерал-майор Ебергард фон Шукманн (24 грудня 1943 — 13 березня 1944).

### Підпорядкованість
| Час              | Корпус                          | Армія             | Група армій (округ)   | Штаб                        |
| ---------------- | ------------------------------- | ----------------- | --------------------- | --------------------------- |
| Перше формування |                                 |                   |                       |                             |
| 1942             |                                 |                   |                       |                             |
| лютий            | формування                      |                   | VII військовий округ  | Навчальний центр Доллершейм |
| квітень          | передислокація                  | передислокація    | передислокація        | Курськ                      |
| червень          | 3-й угорський армійський корпус | 2 А               | Група армій «Південь» | Курськ                      |
| липень           | VII ак                          | 2 А               | Група армій «Південь» | Воронеж                     |
| серпень          | VII ак                          | 2 А               | Група армій «B»       | Воронеж                     |
| грудень          | —                               | 2 угорська армія, | Група армій «B»       | Великий закрут Дону         |
| 1943             |                                 |                   |                       |                             |
| січень           | XXIV тк                         | 8 італійська А    | Група армій «B»       | Великий закрут Дону         |
| лютий            | XXIV тк                         | АГр «Ланц»        | Група армій «B»       | Розсош                      |
| Друге формування |                                 |                   |                       |                             |
| березень         | формування                      | формування        | Група армій «Південь» | Кременчук                   |
| травень          | XXX ак                          | 1 ТА              | Група армій «Південь» | Слов'янськ                  |
| серпень          | XXXX ак                         | 1 ТА              | Група армій «Південь» | Ізюм                        |
| жовтень          | XXX ак                          | 1 ТА              | Група армій «Південь» | Кривий Ріг                  |
| 1944             |                                 |                   |                       |                             |
| січень           | XXX ак                          | 6 А               | Група армій «Південь» | Нікополь                    |
| лютий            | XVII ак                         | 6 А               | Група армій «Південь» | Нікополь                    |

### Склад
| 1942                                   | 1944                       |
| -------------------------------------- | -------------------------- |
| 541-й піхотний полк                    | 525-й гренадерський полк   |
| 542-й піхотний полк                    | 537-й гренадерський полк   |
| 543-й піхотний полк                    | 542-й гренадерський полк   |
| 387-й артилерійський полк              |                            |
| —                                      | 387-й фузілерний батальйон |
| 387-й протитанковий дивізіон           |                            |
| 387-й інженерний батальйон             |                            |
| 387-й дивізійний батальйон зв'язку     |                            |
| 387-ме дивізійне управління постачання |                            |
| 387-й запасний батальйон               |                            |